# کریستوفر گرینبوری
کریستوفر گرینبوری (انگلیسی: Christopher Greenbury; ۲۴ سپتامبر ۱۹۵۱ – ۴ ژانویهٔ ۲۰۰۷) تدوین‌گر اهل بریتانیا بود.

## فیلم‌شناسی
- Where the Buffalo Roam (آرت لینسون – ۱۹۸۰)
- Doctor Detroit (Pressman – ۱۹۸۳)
- Some Kind of Hero (Pressman – ۱۹۸۳)
- The Heavenly Kid (Medoway – ۱۹۸۵)
- Haunted Honeymoon (جین وایلدر – ۱۹۸۶)
- The Naked Gun 2½: The Smell of Fear (دیوید زاکر – ۱۹۹۱)
- اسلحه پر ۱ (۱۹۹۳)
- احمق و احمق‌تر (Farrelly – ۱۹۹۴)
- Bio-Dome (Bloom – ۱۹۹۶)
- سردسته (Farrelly – ۱۹۹۶)
- یه چیزی راجع به مری هست (Farrelly – ۱۹۹۸)
- زیبایی آمریکایی (سم مندس – ۱۹۹۹)
- من، خودم و آیرین (Farrelly – ۲۰۰۰)
- سرندیپیتی (پیتر چلسوم – ۲۰۰۱
- وابسته به تو (برادران فارلی – ۲۰۰۳)
- مهدکودک بابا (Carr – ۲۰۰۳)
- دوجینش ارزان‌تر است ۲ (آدام شنکمن – ۲۰۰۵)
- پستونک (آدام شنکمن – ۲۰۰۵)
- Gettin' It (Gaitatjis - ۲۰۰۶)
- گرازهای وحشی (والت بکر – ۲۰۰۷)